# Avgust
Avgust (russe: А́вгуст or Авгу́ст) est un prénom masculin russe et slovène variant de Auguste. Ce prénom peut désigner :

## Prénom
- Avgust Berthold (1880-1919), photographe impressionniste slovène
- Avgust Černigoj (en) (1898-1985), peintre yougoslave
- Avgust Demšar (en) (né en 1962), écrivain de science-fiction slovène
- Avgust Ipavec (en) (né en 1940), compositeur slovène
- Avgust Jakopič (en) (1913-?), skieur cross-country slovène
- Avgust Pirjevec (en) (1887-1944), lexicographe et libraire slovène
- Avgust Tsivolko (1810-1839), navigateur russe et explorateur Arctique